# Erich Vierhub
Erich Max Vierhub (* 2. August 1901 in Forst; † 19. Februar 1998 in Frankfurt am Main) war ein deutscher Manager.
Vierhub leitete von 1966 bis 1969 als Vorstandssprecher die Dresdner Bank. Er hatte bereits seit 1920 in verschiedenen Funktionen der Bank angehört.

## Ehrungen
- 1978: Verdienstkreuz 1. Klasse der Bundesrepublik Deutschland[2]